# Escudo portoghese
L'escudo, suddiviso in 100 centavos (singolare centavo), è stata la valuta utilizzata in Portogallo prima dell'introduzione dell'euro. Il nome deriva dalla parola portoghese per "scudo".
Per importi superiori a 1000 escudos, era pratica comune fare riferimento ad un suo multiplo, il conto (al plurale contos); valeva infatti l'eguaglianza per cui un conto corrispondeva a 1000 escudos ovvero circa 5 euro.

## Storia
Il 1º gennaio 1999 entrò in vigore l'euro, il cui tasso di cambio irrevocabile con l'escudo era stato fissato a 200,482 escudi per 1 euro. Da quel momento l'escudo rimase in vigore solo come espressione non decimale dell'euro, anche se monete e banconote continuavano ad essere denominate in escudi. Per tutte le forme di pagamento non fisiche (trasferimenti elettronici, titoli, ecc.), invece, da quella data si adottò solo l'euro. Il 1º gennaio 2002, con l'entrata in circolazione delle monete e banconote in euro, si aprì una fase di doppia circolazione, durata fino al 28 febbraio 2002. Le monete potevano essere cambiate fino al 31 dicembre 2002, mentre le banconote fino al 28 febbraio 2022.